# 斯芬克斯峰
72°17′S 165°35′E / 72.283°S 165.583°E
斯芬克斯峰（英語：Sphinx Peak）是南極洲的山峰，位於維多利亞地的彭內爾海岸，處於金字塔峰以南1.9公里，屬於德斯蒂內申冰原島峰的一部分，由新西蘭探險隊以地質學家命名，現時由南極條約體系管理。